# NGC 6843
NGC 6843 — группа звёзд в созвездии Орёл.
Этот объект входит в число перечисленных в оригинальной редакции «Нового общего каталога».